# Fête du Canada
La Fête du Canada, anciennement appelée Jour de la Confédération puis Fête du Dominion, est un jour férié commémorant la date de formation du Canada. C'est la reine Victoria du Royaume-Uni qui a, le 22 mai 1867, pris une proclamation fixant la date de création de la fédération au 1er juillet 1867.
La fête est célébrée le 1er juillet. Il s'agit aussi d'un jour férié légal qui est reporté au 2 juillet si la fête du Canada tombe un dimanche. Ce jour est observé par toutes les institutions fédérales. Des spectacles, des défilés et des feux d'artifice sont alors organisés à travers tout le pays pour célébrer l'événement.

## Observation de la fête

### Au Québec
Au Québec, de nombreux citoyens changent de domicile à cette date ou autour de cette date, notamment parce que la majorité des contrats de bail prennent fin le 1er juillet ; c'est ce qu'on appelle au Québec le jour du déménagement ou la « journée nationale du déménagement ». C'est pour ne pas perturber l’année scolaire des enfants affectés par les déménagements qu'une loi a été adoptée en 1974 pour changer la date de fin des baux du 1er mai au 1er juillet.
En 2024, le défilé de Montréal est annulé par son organisateur.

### Communautés autochtones
Pour certaines communautés autochtones, la fête du Canada est une célébration de la colonisation des terres autochtones.
En 2017, une importante polémique avec des allégations selon lesquelles les commémorations ont minimisé le rôle des peuples autochtones dans l'histoire du pays et les difficultés auxquelles ils sont confrontés de nos jours marque le 150e anniversaire du Canada,.
En 2020, le mouvement en défense des droits autochtones Idle No More organise une série de rassemblements à l'occasion de la fête du Canada pour dénoncer le « génocide en cours au Canada contre les peuples autochtones », mentionnant les meurtres et disparitions de femmes autochtones, les alertes à la naissance, l'approvisionnement en eau potable de qualité inférieure dans les réserves indiennes, la brutalité policière et la stérilisation contrainte.
En 2021, les découvertes de sépultures anonymes près d'anciens pensionnats pour autochtones, notamment à Kamloops, Marieval et Cranbrook, assombrissent la veille des célébrations. Plusieurs villes en Colombie-Britannique, au Nouveau-Brunswick et dans d'autres régions à travers le pays annulent leurs célébrations de la fête du Canada en signe de solidarité avec les peuples autochtones. L'édition 2021 est marquée par l'organisation de marches pacifiques à la mémoire des milliers d'enfants qui ont péri dans les pensionnats pour autochtones et les gens sont invités à porter un chandail orange en soutien aux communautés autochtones. Dans un aspect plus radical, plusieurs personnes appellent à la cancel culture sur les réseaux sociaux via le hashtag #CancelCanadaDay,.